# Proasellus nolli
Proasellus nolli är en kräftdjursart som först beskrevs av Stanko Karaman 1952.  Proasellus nolli ingår i släktet Proasellus och familjen sötvattensgråsuggor. Inga underarter finns listade i Catalogue of Life.